# Архиепархия Галифакса-Ярмута

Герб архиепархии Галифакса-Ярмута

Архиепархия Галифакса-Ярмута (лат. Archidioecesis Halifaxiensis-Yarmuthensis) — архиепархия Римско-Католической церкви с центром в городе Галифакс, Канада. В архиепархию Галифакса входят епархии Антигониша и Шарлоттауна. Кафедральным собором архиепархии является собор Пресвятой Девы Марии в Галифаксе.

## История
4 июля 1817 года Святым Престолом учредил апостольский викариат Новой Шотландии, выделив его из епархии Квебека. 15 февраля 1842 года Римский папа Григорий XVI издал бреве Ex munere, которым преобразовал апостольский викариат Новой Шотландии в епархию, переименовав его в епархию Галифакса. 
27 сентября 1844 года епархия Галифакса уступила часть своей территории новой епархии Аришата (сегодня — епархия Антигониша).
14 мая 1852 года епархия Галифакса была возведена в ранг архиепархии. 19 февраля и 6 июля 1953 года архиепархия Галифакса уступила часть своей территории новой апостольской префектуре Гамильтона на Бермудах (сегодня — Епархия Гамильтона на Бермудах) и епархии Ярмута.
22 октября 2009 года архиепархия Галифакса была объединена с епархией Ярмута и получила свое нынешнее название.

## Ординарии архиепархии

### Епископы Галифакса
- епископ Эдмон Бюрк[фр.] (4.07.1817 — 29.11.1820);
- епископ Уильям Фразер (3.06.1825 — 27.09.1844);
- епископ William Walsh (21.09.1844 — 14.05.1852);

### Архиепископы Галифакса
- архиепископ William Walsh (14.05.1852 — 10.08.1858);
- архиепископ Thomas Louis Connolly (8.04.1859 — 27.07.1876);
- архиепископ Michael Hannan (16.02.1877 — 17.04.1882);
- архиепископ Cornelius O’Brien (1.12.1882 — 9.03.1906);
- архиепископ Edward Joseph McCarthy (27.06.1906 — 26.01.1931);
- архиепископ Thomas O’Donnell (26.01.1931 — 13.01.1936);
- архиепископ John Thomas McNally (17.02.1937 — 18.11.1952);
- архиепископ Joseph Gerald Berry (28.11.1953 — 12.05.1967);
- архиепископ James Martin Hayes (22.06.1967 — 6.11.1990);
- архиепископ Austin-Emile Burke (8.07.1991 — 13.01.1998);
- архиепископ Terrence Thomas Prendergast (30.06.1998 — 14.05.2007);
- архиепископ Anthony Mancini (18.10.2007 — 22.10.2009).

### Архиепископы Галифакса-Ярмута
- архиепископ Anthony Mancini (22.10.2009 — 27.11.2020);
- архиепископ Brian Joseph Dunn (27.11.2020 — по настоящее время).

## Источник
- Annuario Pontificio, Libreria Editrice Vaticana, Città del Vaticano, 2003, ISBN 88-209-7422-3
- Бреве Ex munere, Raffaele de Martinis, Iuris pontificii de propaganda fide. Pars prima, т. V, Romae 1893, стр. 291